# Estadio Sergio Torres
Estadio Sergio Torres Rivera de Usulután – stadion piłkarski w salwadorskim mieście Usulután, w departamencie Usulután. Obiekt może pomieścić 5000 widzów, a swoje mecze rozgrywa na nim drużyna CD Luis Ángel Firpo. 
Stadion został wzniesiony w 1930 roku; wtedy także ówczesny prezydent klubu CD Luis Ángel Firpo wykupił dwie trzecie praw do użytkowania obiektu. Pozostałą jedną trzecią areny noszącej wówczas nazwę Estadio de Usulután nabył kolejny sternik zespołu, Juan Boillat. W latach 60. ówczesny prezydent Firpo, Gilberto Napoleón Flores, na koszt klubu przebudował trybuny stadionu. W 1996 roku obiekt został przemianowany na Estadio Sergio Torres Rivera, na cześć byłego właściciela i prezydenta drużyny Firpo. Stadion jest położony w dzielnicy Barrio La Parroquia, jest określany przez przydomek "Caldera del Diablo" ("Kocioł Diabła"). Do 2009 roku zespół Firpo był jedynym w Salwadorze, który zarządza własnym stadionem.